# Fuchsia summa
Fuchsia summa là một loài thực vật thuộc họ Onagraceae. Đây là loài đặc hữu của Ecuador.